# Шатель-Сен-Дені
Шатель-Сен-Дені (фр. Châtel-Saint-Denis) — місто  в Швейцарії в кантоні Фрібур, округ Вевез.

## Географія
Місто розташоване на відстані близько 65 км на південний захід від Берна, 36 км на південний захід від Фрібура.
Шатель-Сен-Дені має площу 47,9 км², з яких на 6,9% дозволяється будівництво (житлове та будівництво доріг), 46,7% використовуються в сільськогосподарських цілях, 42,3% зайнято лісами, 4,1% не є продуктивними (річки, льодовики або гори).

## Демографія
2019 року в місті мешкало 7216 осіб (+26% порівняно з 2010 роком), іноземців було 29,2%. Густота населення становила 151 осіб/км².
За віковим діапазоном населення розподілялося таким чином: 22,3% — особи молодші 20 років, 63,8% — особи у віці 20—64 років, 13,9% — особи у віці 65 років та старші. Було 3167 помешкань (у середньому 2,3 особи в помешканні).
Із загальної кількості 3719 працюючих 101 був зайнятий в первинному секторі, 1172 — в обробній промисловості, 2446 — в галузі послуг.